# Nu metal
Nu metal (též známý jako nu-metal, nü metal, new metal nebo aggro metal) je podžánr alternativního metalu, který se stal populární v polovině 90. let a zažíval svou největší slávu až do začátku 21. století.
Termín nu metal byl poprvé použit v říjnu 1995 redaktory amerického magazínu Spin pro koncert kapely Coal Chamber jako přepis pojmu new metal (nový metal). Podle jiného tvrzení znamená nu v názvu zkratku slova nuked (v překladu výbušný).

## Charakteristika
Tento styl se vyznačuje kombinováním elementů heavy metalu s elementy jiných žánrů, zejména hip hopu, grunge, funku, ale také elektronické hudby, hardcore punku a dalších. Nu metal převzal také prvky z jiných podžánrů heavy metalu, a to z rap metalu, funk metalu, thrash a groove metalu, industrial metalu a dalších.

### Hudební nástroje
Nu metal dává, na rozdíl od jiných metalových žánrů, důraz spíše na rytmus, náladu a strukturu, než na komplexnost a melodii. Je z velké části postaven na zkreslených kytarových riffech. Kytaristé často podlaďují kytary, aby zvuk zněl „temněji“ a „silněji“. Některé kapely také používají sedmistrunné (zřídka i osmistrunné) kytary namísto klasických šestistrunných. Kytarová sóla se v nu metalových písních vyskytují jen velmi zřídka.
Basisté hrají v nu metalu větší roli než v jiných metalových žánrech. Společně s bubeníky dodávají písni rytmus a tempo; zde se projevuje inspirace hip hopem a funkem. Někdy basisté užívají pro dosažení požadovaného zvuku tzv. slapování. Pětistrunné basové kytary nejsou pro tento žánr výjimkou.
Stejně jako basisté i bubeníci bývají inspirováni hip hopem a funkem. Pro nu metal není obvyklé užití bicí soupravy s dvojitým basovým bubnem.
Členem nu metalových kapel bývá i DJ, který vytváří elektronickou hudbu na pozadí, používá samply a další dodatečné syntetické zvuky.

### Vokály a texty
Nu metaloví zpěváci mohou v jedné písni vystřídat i několik typů vokálů, ať už se jedná o běžný zpěv, rap (vliv hip hopu), ale i screaming a growling (death metal a jiné extrémní metalové žánry, hardcore punk).
Texty bývají plné hněvu, frustrace, úzkosti a bolesti, což je do jisté míry způsobeno vlivem grunge. Mohou vyjadřovat osobní prožitky zpěváka, popř. celé skupiny.

### Struktura
Struktura nu metalové písně sestává z následujících částí: intro - sloka - refrén - sloka - refrén - bridge - refrén - (outro). Vrcholnou částí písně obvykle bývá bridge. Právě ve slokách a refrénech nejčastěji dochází ke střídání rozsahů vokálů. Jednotlivé prvky struktury mají své analogie ve stylu grunge. Vzhledem k absenci složitých a dlouhých kytarových sól a střednímu až rychlému tempu mívají písně délku okolo 3–4 minut.

## Historie
Počátkem 90. let se začaly objevovat skupiny, které tento styl utvářely a dostávaly jej do povědomí ostatních. Tvůrcem a průkopníkem nu metalu je skupina KoЯn (vznikla roku 1993), která ovlivnila další skupiny jako Deftones, Limp Bizkit, Linkin Park, Papa Roach, Static-X, P.O.D. a mnohé další. Z české hudební scény lze zmínit například skupinu Cocotte Minute.
V prvních letech 3. tisíciletí začal nu metal ustupovat do pozadí. Do popředí se dostaly jiné žánry, například metalcore.

## Seznam nu metalových skupin
- Adema
- Coal Chamber
- Cocotte Minute
- Deftones
- Disturbed
- Drowning Pool
- Dymytry (ačkoliv svůj metalový projev označují jako Psy-core)
- FDK
- Five Finger Death Punch (hard rock, heavy metal)
- Five O'clock Tea
- Hazydecay
- Hollywood Undead
- Indigo Ranch
- Korn
- Krackpîpe
- Limp Bizkit
- Linkin Park (starší tvorba)
- Lostprophets
- Maximum The Hormone
- Mudvayne
- Mushroomhead
- Overhype
- P.O.D.
- Papa Roach
- Pleymo
- Projekt Parabelum
- Saliva
- Sevendust
- SlipKnoT
- Soulfly
- Spineshank
- Staind
- Static-X
- Sunblind
- System of a Down (některé znaky; sama kapela zařazení do nu-metalu odmítá)
- Škwor
- Taproot
- The Slot
- The Switch
- Thousand Foot Krutch
- Trautenberk
- Years Since the Storm